# Chinese hockeyploeg (mannen)
De Chinese hockeyploeg voor mannen is de nationale ploeg die China vertegenwoordigt tijdens interlands in het hockey. Het land was op het hoogste continentale niveau voor het eerst actief in 1982 tijdens de eerste editie van het Aziatisch kampioenschap. Het eindigde op de derde plaats, een prestatie die later niet meer geëvenaard zou worden. China plaatste zich nog nooit voor een toernooi op mondiaal niveau. Het debuteert op dit niveau tijdens de Olympische Spelen van 2008 waar het als gastland automatisch voor is geplaatst.

## Erelijst Chinese hockeyploeg
| Jaar | Champions Trophy | Aziatisch kampioenschap | Olympische Spelen  | Wereldkampioenschap    | Hockey World League Hockey Pro League |
| ---- | ---------------- | ----------------------- | ------------------ | ---------------------- | ------------------------------------- |
| 1982 | geen deelname    | AK 1982 Karachi         |                    | geen deelname          |                                       |
| 1983 | geen deelname    |                         |                    |                        |                                       |
| 1984 | geen deelname    |                         | geen deelname      |                        |                                       |
| 1985 | geen deelname    | 7e AK 1985 Dhaka        |                    |                        |                                       |
| 1986 | geen deelname    |                         |                    | geen deelname          |                                       |
| 1987 | geen deelname    |                         |                    |                        |                                       |
| 1988 | geen deelname    |                         | geen deelname      |                        |                                       |
| 1989 | geen deelname    | 5e AK 1989 New Delhi    |                    |                        |                                       |
| 1990 | geen deelname    |                         |                    | geen deelname          |                                       |
| 1991 | geen deelname    |                         |                    |                        |                                       |
| 1992 | geen deelname    |                         | geen deelname      |                        |                                       |
| 1993 | geen deelname    | 7e AK 1993 Hiroshima    |                    |                        |                                       |
| 1994 | geen deelname    |                         |                    | geen deelname          |                                       |
| 1995 | geen deelname    |                         |                    |                        |                                       |
| 1996 | geen deelname    |                         | geen deelname      |                        |                                       |
| 1997 | geen deelname    |                         |                    |                        |                                       |
| 1998 | geen deelname    |                         |                    | geen deelname          |                                       |
| 1999 | geen deelname    | 7e AK 1999 Kuala Lumpur |                    |                        |                                       |
| 2000 | geen deelname    |                         | geen deelname      |                        |                                       |
| 2001 | geen deelname    |                         |                    |                        |                                       |
| 2002 | geen deelname    |                         |                    | geen deelname          |                                       |
| 2003 | geen deelname    | 6e AK 2003 Kuala Lumpur |                    |                        |                                       |
| 2004 | geen deelname    |                         | geen deelname      |                        |                                       |
| 2005 | geen deelname    |                         |                    |                        |                                       |
| 2006 | geen deelname    |                         |                    | geen deelname          |                                       |
| 2007 | geen deelname    | 5e AK 2007 Chennai      |                    |                        |                                       |
| 2008 | geen deelname    |                         | 11e OS 2008 Peking |                        |                                       |
| 2009 | geen deelname    | AK 2009 Kuantan         |                    |                        |                                       |
| 2010 | geen deelname    |                         |                    | geen deelname          |                                       |
| 2011 | geen deelname    |                         |                    |                        |                                       |
| 2012 | geen deelname    |                         | geen deelname      |                        |                                       |
| 2013 |                  | geen deelname           |                    |                        | 23e HWL 2012-13                       |
| 2014 | geen deelname    |                         |                    | geen deelname          |                                       |
| 2015 |                  |                         |                    |                        | 20e HWL 2014-15                       |
| 2016 | geen deelname    |                         | geen deelname      |                        |                                       |
| 2017 |                  | 7e AK 2017 Dhaka        |                    |                        | 16e HWL 2016-17                       |
| 2018 | geen deelname    |                         |                    | 9e WK 2018 Bhubaneswar |                                       |
| 2019 |                  |                         |                    |                        | geen deelname                         |
| 2021 |                  |                         | geen deelname      |                        | geen deelname                         |
| 2022 |                  | geen deelname           |                    |                        | geen deelname                         |
| 2023 |                  |                         |                    | geen deelname          | geen deelname                         |
| 2024 |                  |                         | geen deelname      |                        | geen deelname                         |